# Karups sommarby
Karups sommarby eller Karups Nygård är en tätort i Sjöbo kommun i Skåne län.
Orten var tidigare definierad av SCB som en småort, men eftersom orten växt och fler bor där permanent är den nu en tätort.

## Befolkningsutveckling
| Befolkningsutvecklingen i Karups sommarby 1990–2020                                                           | Befolkningsutvecklingen i Karups sommarby 1990–2020 | Befolkningsutvecklingen i Karups sommarby 1990–2020 | Befolkningsutvecklingen i Karups sommarby 1990–2020 | Befolkningsutvecklingen i Karups sommarby 1990–2020 |
| --- | --------------------------------------------------- | --------------------------------------------------- | --------------------------------------------------- | --------------------------------------------------- |
| |                                                     |                                                     |                                                     |                                                     |
| År |                                                     |                                                     | Folkmängd                                           | Areal (ha)                                          |
| 1990 | 1990                                                |                                                     | 166                                                 | 75#                                                 |
| 1995 | 1995                                                |                                                     | 206                                                 | 77#                                                 |
| 2000 | 2000                                                |                                                     | 224                                                 | 77#                                                 |
| 2005 | 2005                                                |                                                     | 316                                                 | 44                                                  |
| 2010 | 2010                                                |                                                     | 344                                                 | 77                                                  |
| 2015 | 2015                                                |                                                     | 388                                                 | 90                                                  |
| 2020 | 2020                                                |                                                     | 396                                                 | 81                                                  |
| Anm.: Ny tätort 2005. Räknades tidigare som småort på grund av för hög andel fritidsbebyggelse. # Som småort. |                                                     |                                                     |                                                     |                                                     |